# 佩恩斯威克
佩恩斯威克（Painswick）是英格蘭格洛斯特郡的一個城鎮的民政教區，這裡的歷史可以追溯至鐵器時代。佩恩斯威克在2011年有人口3026人。